# Guillem Ramon II de Castellvell
Guillem Ramon II de Castellvell o Guillem IV de Castellvell. Senyor de Castellví de Rosanes. (1126-1166).
Fill de Guillem Ramon I de Castellvell i la dama Ermessenda.
Es va casar el 1131 amb Mafalda de Barcelona, filla de Ramon Berenguer III, amb qui va tenir dos fills:
- Ramon de Castellvell, bisbe de Barcelona.
- Guillem II de Castellvell, hereu universal.